# Robby Müller
Robby Müller (* 4. April 1940 in Willemstad, Curaçao; † 3. Juli 2018 in Amsterdam) war ein niederländischer Kameramann. Er wurde insbesondere durch seine Zusammenarbeit mit den Regisseuren Wim Wenders und Jim Jarmusch bekannt.

## Leben
Sein Vater war im Ölgeschäft tätig und unternahm mit der Familie weite Reisen. Der Sohn lernte frühzeitig mit der Zweitkamera seines Vaters, der ein begeisterter Hobbyfilmer war. Müller studierte an der Nederlandse Film en Televisie Academie in Amsterdam von 1962 bis 1964 Kamera und Schnitt. Er orientierte sich dann aber schnell nach Deutschland, indem er Assistent bei Gérard Vandenberg wurde, der zu dieser Zeit als Kameramann beim Neuen Deutschen Film arbeitete.
Hans W. Geißendörfer übernahm ihn 1968 als Kameramann in seinem ersten Fernsehfilm Der Fall Lena Christ, danach kooperierte er vor allem mit Wim Wenders. In den 1980er Jahren arbeitete er fast ausschließlich in den USA.
Er gewann drei Mal den Deutschen Filmpreis in Gold und einmal den Bayerischen Filmpreis. Für Paris, Texas wurde er 1984 mit der Goldenen Kamera ausgezeichnet.
1988 war er Mitglied der Jury bei den Filmfestspielen von Cannes. 2003 war er eines der Gründungsmitglieder der Deutschen Filmakademie.
Robby Müller starb im Juli 2018 im Alter von 78 Jahren in Amsterdam.

## Auszeichnungen (Auswahl)
- 1975: Filmband in Gold für die Kameraführung bei Falsche Bewegung
- 1983: Filmband in Gold für die Kameraführung bei Klassen Feind
- 1984: Goldene Kamera für die Kameraführung bei Paris, Texas
- 1985: Bayerischer Filmpreis (Kamerapreis) für Paris, Texas
- 1991: Filmband in Gold für die Kameraführung bei Korczak
- 2005: Deutscher Kamerapreis: Auszeichnung als Ehrenkameramann
- 2006: Camerimage für sein Lebenswerk
- 2007: Goldenes Kalb: Kulturpreis
- 2013: International Achievement Award der American Society of Cinematographers für sein Lebenswerk

## Filmografie
- 1968: Der Fall Lena Christ, Regie: Hans W. Geißendörfer
- 1969: Jonathan, Regie: Hans W. Geißendörfer
- 1970: Summer in the City, Regie: Wim Wenders
- 1971: Carlos, Regie: Hans W. Geißendörfer
- 1972: Die Angst des Tormanns beim Elfmeter, Regie: Wim Wenders
- 1973: Der scharlachrote Buchstabe, Regie: Wim Wenders
- 1973: Die Reise nach Wien, Regie: Edgar Reitz
- 1974: Alice in den Städten, Regie: Wim Wenders
- 1974: Falsche Bewegung, Regie: Wim Wenders
- 1975: Es herrscht Ruhe im Land, Regie: Peter Lilienthal
- 1976: Die Wildente, Regie: Hans W. Geißendörfer
- 1976: Im Lauf der Zeit, Regie: Wim Wenders
- 1977: Die linkshändige Frau, Regie: Peter Handke
- 1977: Der amerikanische Freund, Regie: Wim Wenders
- 1978: Die gläserne Zelle, Regie: Hans W. Geißendörfer
- 1979: Saint Jack, Regie: Peter Bogdanovich
- 1979: Mysteries, Regie: Paul de Lussanet
- 1980: On the Road Again (Honeysuckle Rose), Regie: Jerry Schatzberg
- 1980: Zur Untersuchung (Opname), Regie: Erik van Zuylen, Marja Kok
- 1981: Sie haben alle gelacht (They all laughed) – Regie: Peter Bogdanovich
- 1982: Die Inseln (Les Îles), Regie: Iradj Azimi
- 1982: Zwei Profis steigen aus (Un dimanche de Flics), Regie: Michel Vianey
- 1983: Klassen Feind, Regie: Peter Stein
- 1984: Body Rock, Regie: Marcello Epstein
- 1983: Die Spieler (Tricheurs), Regie: Barbet Schroeder
- 1984: Paris, Texas, Regie: Wim Wenders
- 1984: Repo Man, Regie: Alex Cox
- 1985: Das Pechvogel-Quartett (Longshot), Regie: Paul Bartel
- 1985: Leben und Sterben in L.A. (To live and to die in L. A.), Regie: William Friedkin
- 1986: Down By Law, Regie: Jim Jarmusch
- 1987: Das Ritual (The Believers), Regie: John Schlesinger
- 1987: Barfly, Regie: Barbet Schroeder
- 1988: Ein himmlischer Teufel (Il piccolo diavolo), Regie: Roberto Benigni
- 1989: Mystery Train, Regie: Jim Jarmusch
- 1989: Yamamoto – Aufzeichnungen zu Kleidern und Städten, Regie: Wim Wenders
- 1990: Korczak, Regie: Andrzej Wajda
- 1991: Bis ans Ende der Welt, Regie: Wim Wenders
- 1991: Sein Name ist Mad Dog (Mad Dog and Glory), Regie: John McNaughton
- 1993: When Pigs Fly, Regie: Sara Driver
- 1995: Dead Man, Regie: Jim Jarmusch
- 1995: Jenseits der Wolken, Segment von Wim Wenders
- 1996: Breaking the Waves, Regie: Lars von Trier
- 1997: Tango-Fieber (The Tango Lesson), Regie: Sally Potter
- 1999: Buena Vista Social Club, Regie: Wim Wenders
- 1999: Ghost Dog – Der Weg des Samurai (Ghost Dog: The Way of the Samurai), Regie: Jim Jarmusch
- 2000: Dancer in the Dark, Regie: Lars von Trier
- 2001: My Brother Tom, Regie: Dom Rotheroe
- 2002: 24 Hour Party People, Regie: Michael Winterbottom
- 2003: Coffee and Cigarettes, Regie: Jim Jarmusch
- 2003: Poem – Ich setzte den Fuß in die Luft und sie trug (Kamera in der 6.,9., und 15. Episode) – Regie: Ralf Schmerberg
- 2004: Europäische Visionen (Visions d’Europe), Regie der 10. Episode: Béla Tarr